# Asaroideae
Asaroideae é uma subfamília de plantas com flor pertencente à família Aristolochiaceae (sensu sistema APG IV) que agrupa dois géneros de ervas não trepadeiras, com crescimento simpodial, flores solitárias, terminais, hipóginas a epíginas, sem constrição (diafragma) a separar o perianto do ovário. O perianto não é caduco após a antese.

## Géneros
A subfamilia agrupa os géneros Asarum e Saruma, com a seguinte sinonímia:
- Asarum L.
- Asiasarum F. Maek. =~ Asarum L.
- Geotaenium F. Maek. = Asarum L.
- Heterotropa C. Morren & Decne. =~ Asarum L.
- Hexastylis Raf. ~ Asarum L.
- Saruma Oliv.